# كابريا إي ليميت
Capraia e Limite هي بلدية (بلدية) في مدينة فلورنسا الحضرية في منطقة توسكانا الإيطالية ، تقع على حوالي 20 كيلومتر (12 ميل) غرب فلورنسا .هو تركب من مركزين هما، كابرايا فيورنتينا إي ليميت سول أرنو ، ويضم الأخير مقر المحلي.
بدءًا من القرن الثامن عشر ،كانLimite sull'Arno مركزًا ألصيا لسفن السفن في دوقية توسكانا الكبرى .

## المدن التوأمؤ
- Bir Lehlu، Sahrawi Arab Democratic Republic

## روابط خارجية
- الموقع الرسمي

قالب:Province of Florence